# Lorenzo Minio-Paluello
Lorenzo Minio-Paluello (Belluno, 21 settembre 1907 – Oxford, 6 maggio 1986) è stato un linguista, filologo e traduttore italiano.
È stato impegnato nell'analisi e nella traduzione di versioni latine medievali degli antichi testi filosofici greci. Dal 1939, ha lavorato in Inghilterra.

## Biografia

### Famiglia e formazione
Nato nel 1907 a Belluno, apparteneva a una famiglia nobile; il padre, Michelangelo Minio, era docente di scienze e in seguito fu curatore del Museo di storia naturale di Venezia. La madre era Ersilia Bisson. Frequentò il liceo Marco Foscarini, dove seguì gli studi classici e sviluppò un'inclinazione per le lingue. Successivamente studiò all'Università di Padova, laureandosi nel 1929.
Dopo la laurea lavorò come assistente bibliotecario all'Università, e studiò filosofia e lingue semitiche alla Sorbona e alla Ecole des Hautes Etudes, a Parigi.

### Carriera accademica in Italia e nel Regno Unito
Nel 1930, il governo fascista rese obbligatorio per chi copriva cariche accademiche giurare fedeltà al fascismo. Minio-Paluello si rifiutò e di conseguenza dovette abbandonare il proprio ruolo in biblioteca nel 1932, e lavorare come insegnante privato. In questo periodo fu impegnato ne l'Aristoteles Latinus, un progetto che prevedeva la descrizione delle traduzioni medievali in latino delle opere di Aristotele. Nel 1938 sposò Magda Ungar, ma poiché era straniera ed ebrea, il matrimonio non fu riconosciuto dallo Stato. Di conseguenza, nel 1939 emigrarono nel Regno Unito, dopo che sir David Ross lo invitò a Oxford.
Come nota The Times, Minio-Paluello è stato "uno degli studiosi più importanti a lasciare l'Italia negli anni '40 ["sic"] con disgusto per il regime fascista".
Le sue capacità furono subito evidenti. Aiutò Raymond Klibansky con il Corpus Platonicum, che seguiva le traduzioni medievali delle opere di Platone. Scrisse anche un libro sul sistema dell'Istruzione superiore dell'Italia fascista, che fu pubblicato nel 1946.
Dal 1940, studiò all'Oriel College, Oxford per un dottorato, che ottenne finalmente 1947. In quell'anno divenne fellow al Warburg Institute e nel 1948 fu nominato lecturer in filosofia medievale all'Università di Oxford. Nel 1956, fu promosso a Reader, posizione che tenne fino al 1975; fu anche fellow all'Oriel College dal 1962 fino al 1975. In quel periodo Minio-Paluello curò le edizioni di molte traduzioni medievali di lavori filosofici greci, come le versione di Boethius delle Categorie di Aristotele e il De Interpretatione (1949) e la Poetica di Moerbeke (1952); tradusse gli Analitici secondi (1954) e compilò i Twelfth Century Logic: Text and Studies (2 voll., 1956–58).
Lavorò di nuovo su Aristoteles Latinus, assieme a Ezio Franceschini, per produrre il seconde volume della serie (Codices, 1955) e un supplemento (1961); divenne responsabile del progetto nel 1959. In questo ruolo, sopravisionò la pubblicazione di cinque volumi delle traduzioni medievali in latino dei testi filosofici di Aristotele.
Il lavoro di Minio-Paluello nel curare il secondo volume della serie Aristoteles Latinus è stato uno dei più importanti contributi allo studio di queste tematiche e nel 1957, due anni dopo la pubblicazione, fu eletto fellow of the British Academy. Più tardi fu eletto fellow della American Philosophical Society, nel 1971.
È morto il 6 maggio 1986.